# Alfonso Caso
Alfonso Caso Andrade (Ciudad de México, 1 de febrero de 1896-Ciudad de México, 30 de noviembre de 1970) fue un arqueólogo, antropólogo, historiador, jurista y académico mexicano que hizo importantes contribuciones al conocimiento de las culturas mesoamericanas precolombinas, especialmente sobre las del área oaxaqueña. Hermano menor de Antonio Caso, filósofo que como él, fue también rector de la Universidad Nacional Autónoma de México. Fue Miembro fundador de la Academia Mexicana de la Historia. Recibió el Premio Nacional de Ciencias en 1960.
Entre muchos de sus notables aportaciones se encuentran las excavaciones de Monte Albán, sitio en el que trabajó durante el período de restauración. En este sitio, localizado en los Valles Centrales de Oaxaca, Caso descubrió el tesoro del entierro de la Tumba 7 de Monte Albán, el más rico que se haya descubierto en territorio mexicano en lo que a objetos de oro se refiere. Los objetos hallados en el sitio pertenecen a la cultura mixteca, y actualmente se encuentran depositados en el Museo Regional del Estado de Oaxaca. En dichas investigaciones también participó el historiador Jorge Fernando Iturribarría Martínez, oriundo de la ciudad de Oaxaca de Juárez.  
Alfonso Caso también participó en el descubrimiento de múltiples sitios en la Región Mixteca, como Yucuita, Yucuñudahui, Tilantongo y Monte Negro. Además de ello, Caso estableció la cronología histórica de la ciudad zapoteca de Monte Albán y logró el desciframiento de la escritura mixteca contenida en los pocos códices precolombinos de esa cultura que sobrevivieron a la destrucción tras la Conquista de México.
A lo largo de su vida, Alfonso Caso escribió varias obras sobre las culturas mixteca, zapoteca y mexica. Creía que el estudio sistemático de los pueblos mesoamericanos podría ayudar a comprender las raíces culturales de los mexicanos de la actualidad.
En 1932 la Universidad Nacional Autónoma de México le otorga la distinción Doctor honoris causa.

## Vida académica
Alfonso Caso estudió en la Escuela Nacional de Jurisprudencia —actualmente, la Facultad de Derecho de la Universidad Nacional Autónoma de México (UNAM)— de donde se recibió como abogado en 1919.
Perteneciente a la generación conocida como 1915, también en Jurisprudencia fundó la Sociedad de Conferencias y Conciertos con Manuel Gómez Morin, Vicente Lombardo Toledano, Antonio Castro Leal, Jesús Moreno Baca, Teófilo Olea y Leyva y Alberto Vásquez del Mercado, que años después sería conocida bajo el nombre de los Siete sabios.
Posteriormente ingresó a la Escuela Nacional de Altos Estudios, donde impartió clases entre 1918 y 1933 y obtuvo el título de arqueólogo. Fue miembro fundador de El Colegio Nacional el 8 de abril de 1943. Entre otros cargos desempeñados, Alfonso Caso fue nombrado Director del Instituto de Investigaciones Sociales en 1930. Fue jefe del Departamento de Arqueología, Historia y Etnografía de 1933 a 1934. Encabezó las exploraciones arqueológicas en el sitio de Monte Albán desde 1931 hasta 1943, y también fue director del Instituto Nacional de Antropología e Historia (INAH) entre 1939 y 1944. Fue miembro de la Academia Mexicana de la Historia, ocupó el sillón 1, de 1945 a 1971.
Del INAH, Alfonso Caso pasó a ocupar la rectoría de la Universidad Nacional hasta 1945. Bajo su rectorado, el Consejo Universitario aprobó la Ley Orgánica de esa casa de estudios. Después participó en la fundación del Instituto Nacional Indigenista (antecedente de la actual Instituto Nacional de los Pueblos Indígenas), que dirigió entre 1949 y 1970. Recibió el Premio Nacional de Ciencias y Artes en Historia de México en 1960.

## La labor en la EBC
Alfonso Caso, junto con otros 16 destacados personajes de la primera mitad del siglo XX en México, como  son Manuel Gómez Morin, Roberto Casas Alatriste, Alfredo Chavero e Híjar, Miguel Palacios Macedo, Tomás Vilchis, Francisco González de la Vega, Enrique González Aparicio, José Luis Osorio Mondragón, Alejandro Carrillo Marcor, Eduardo Suárez Aránzolo, Alejandro Prieto Llorente y Agustín Loera y Chávez participa en la creación de la Escuela Bancaria del Banco de México de 1929 a 1932. Cuando ésta se independiza del Banco, Caso se convierte en uno de los fundadores de la Escuela Bancaria y Comercial en agosto de 1932.
El destacado abogado impartió cursos orales en la Escuela, desde que ésta perteneciera al Banco de México, en la materia de Organización Jurídica. De esta manera, Alfonso Caso continuó con su labor en la búsqueda de la consolidación de instituciones dedicadas a los estudios sociales.

## Obra

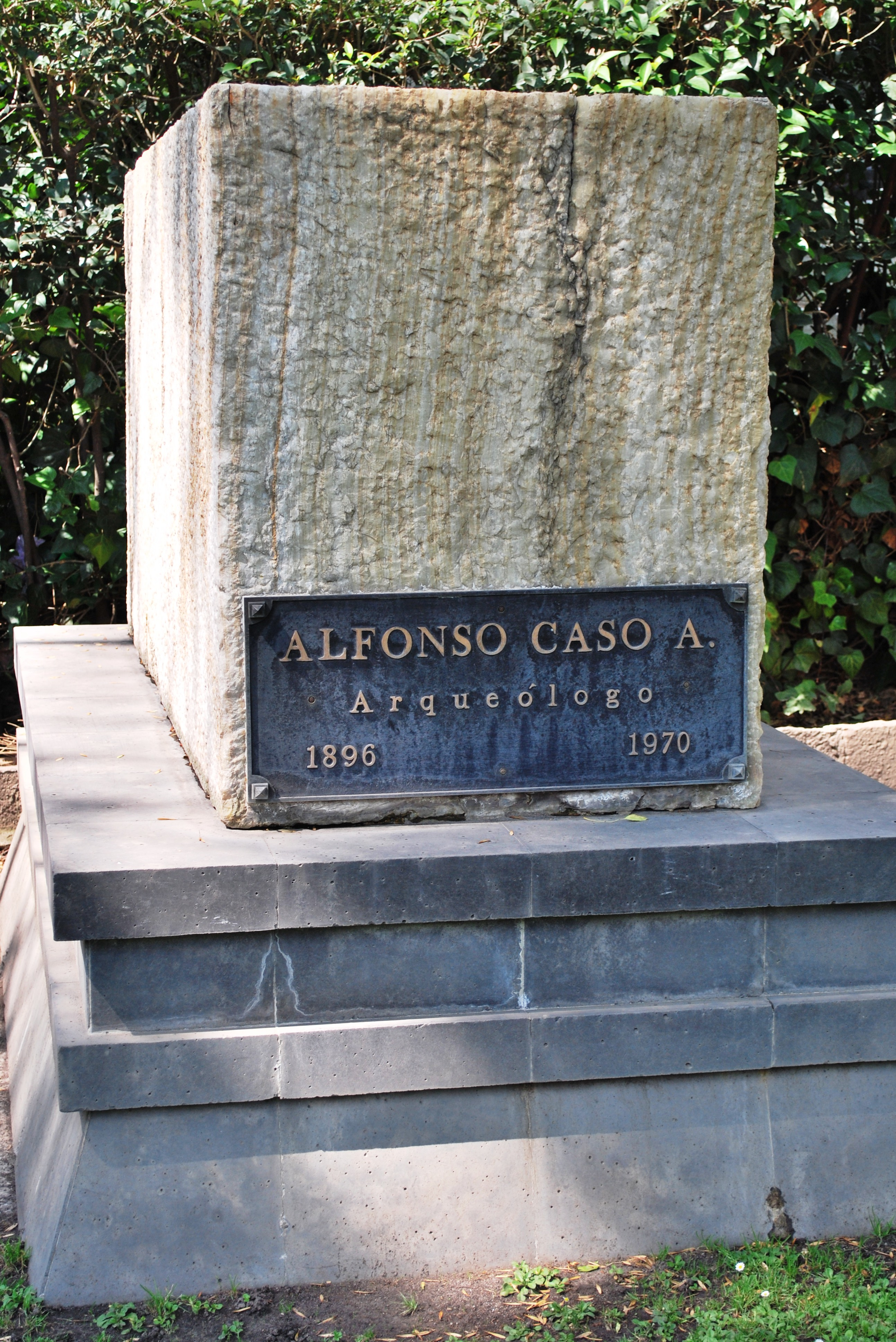
Sepulcro de Alfonso Caso en la Rotonda de las Personas Ilustres, Panteón de Dolores, Ciudad de México.

Su interés por la arqueología empezó hacia 1926. En 1929, aparte de pequeños ensayos, ya había publicado Las estelas zapotecas (1928), que lo llevaron directamente, por la necesidad de alguna cronología, a iniciar en el invierno de 1930 las exploraciones en Monte Albán. Se continuaron éstas por veinte temporadas, aunque Caso no estuvo presente en las últimas. Produjeron un material asombroso. Tres importantes volúmenes basados en esos trabajos son: Urnas de Oaxaca (1952), La cerámica de Monte Albán (1967), y El tesoro de Monte Albán (1969). 
El gran tema de Alfonso Caso fue el estudio de los códices y las inscripciones del México antiguo. Encontró la clave fundamental de la historia mixteca en un documento, aparentemente de importancia secundaria, que publicó en 1949 con el título de “El Mapa de Teozacualco”. Esa clave era sobre todo cronológica, ya que antes no había sido posible anclar las fechas de las dinastías mixtecas con fechas que pudieran traducirse al calendario cristiano. Por ello la necesidad para Caso de estudiar a fondo no sólo los códices mixtecos –y todos los demás del centro de México–, sino de adentrarse en el espinoso problema de la sincronología indígena-occidental. Este fue su segundo gran tema. 
En una célebre conferencia pronunciada ante la Sociedad Mexicana de Antropología el 19 de mayo de 1938, estableció una nueva correlación, rectificando las anteriormente propuestas, entre el calendario azteca y el cristiano. Parte de sus esfuerzos en este campo aparecieron reunidos y puestos al día en el volumen Los calendarios prehispánicos, que editó la Universidad Nacional de México. 
Desempeñó numerosos cargos en la administración pública, entre los que podemos mencionar los siguientes: jefe del Departamento de Arqueología del Museo Nacional de Arqueología, Historia y Etnografía, hoy Museo Nacional de Antropología (1930-1933); director de esta institución (1933-1934); jefe de exploraciones en la zona arqueológica de Monte Albán (1931-1943); director del Instituto Nacional de Antropología e Historia (1939-1944); rector de la Universidad Nacional Autónoma de México, a la que dotó de la Ley Orgánica que actualmente la rige (1944-1945), y miembro fundador de El Colegio Nacional y de la Academia Mexicana de la Historia, correspondiente de la Real de Madrid. Recibió el Premio Nacional de Ciencias en 1960. Los últimos veintidós años de su vida los pasó como Director del Instituto Nacional Indigenista. 
Es autor de 300 obras, entre las que destacan, aparte de las ya mencionadas, El teocalli de la Guerra Sagrada (monolito encontrado en los cimientos del Palacio Nacional (1927), La religión de los aztecas (1936), Las exploraciones de Monte Albán (3 vols.), Trece obras maestras de arqueología mexicana (1938), y Calendario y escritura de las antiguas culturas de Monte Albán (1947). 
Llegó a ocupar el cargo de vicepresidente de la American Archaeological Society, y perteneció a distintas sociedades científicas: Miembro Correspondiente de la Academia Nacional de Ciencias de Washington, Honorary Fellow del Royal Anthropological Institute of Great Britain and Ireland, Membre d’Honneur de la Société des Américanistes de Paris, Miembro Fundador de la Sociedad Mexicana de Antropología, de México, Miembro de la American Anthropological Association, de la Sociedad Mexicana de Geografía y Estadística y de la Sociedad Científica Antonio Alzate, de México. 
Dirigió la Revista Mexicana de Estudios Antropológicos, que había fundado antes con el nombre de Revista Mexicana de Estudios Históricos, y fue director fundador del Boletín Bibliográfico de Antropología Americana. 
El doctor Alfonso Caso tomó posesión como Miembro Fundador de El Colegio Nacional el 15 de mayo de 1943. Murió el 30 de noviembre de 1970 en Ciudad de México. Sus restos descansan en la Rotonda de los Hombres Ilustres. 
Alfonso Caso escribió más de trescientas obras, entre las más destacadas se encuentran:
- El teocalli de la Guerra Sagrada (1927)
- La religión de los aztecas (1936)
- Las exploraciones de Monte Albán, Trece obras maestras de arqueología mexicana (1938)
- Calendario y escritura de las antiguas culturas de Monte Albán (1947)
- El pueblo del Sol (1953)
- Los calendarios prehispánicos (1967)
- El Tesoro de Monte Albán (1969).
- Reyes y reinos de la Mixteca (obra póstuma aparecida en 1977).

Murió en la Ciudad de México el 30 de noviembre de 1970. Sus restos fueron trasladados a la Rotonda de las Personas Ilustres el 7 de enero de 1974.

## Intento de desacreditación
El arqueólogo Ramón Mena Isassi, trabajó en la catalogación de los descubrimientos de Monte Albán. Mena, como Caso, era abogado y arqueólogo, un reconocido poeta, historiador y maestro veracruzano, investigador del Archivo General de la Nación y profesor y curador del Museo Nacional. Coautor del Catálogo de la colección de objetos de jade (1927) y autor, entre otros, del libro El problema indígena de Chiapas (1902). 
Mena se atrevió a contradecir a Don Alfonso públicamente, dictaminando sobre la autenticidad de 121 objetos de oro de la Tumba n° 7, argumentando que fueron elaboradas con técnicas que no coincidían con su antigüedad, duda que para algunos aún persiste. Nunca le perdonaron semejante osadía, y fue inmediatamente desacreditado. Hundieron su carrera como arqueólogo.
Mucho más recientemente, Saúl Hernández, quien se presenta como investigador de University of California, San Diego, intentó cuestionar la veracidad del hallazgo realizado por el Dr. Caso a partir de un video apócrifo titulado "Xipe Totec Que Llora".